# Bothriocyrtum tractabile
Bothriocyrtum tractabile là một loài nhện trong họ Ctenizidae.
Loài này thuộc chi Bothriocyrtum. Bothriocyrtum tractabile được Kendo Saito miêu tả năm 1933.